# Chaetopterna satunini
Chaetopterna satunini är en nattsländeart som beskrevs av Martynov 1913. Chaetopterna satunini ingår i släktet Chaetopterna och familjen husmasknattsländor. Inga underarter finns listade i Catalogue of Life.